# Vâlcele (okręg Aluta)
Vâlcele – wieś w Rumunii, w okręgu Aluta, w gminie Vâlcele. W 2011 roku liczyła 870 mieszkańców. 